# Öndörkhaan
Öndörkhaan (tiếng Mông Cổ: Өндөрхаан; ᠥᠨᠳᠦᠷᠬᠠđôi khi là Undurkhaan), là một đô thị Mông Cổ nằm cách thủ đô Ulaanbaatar 290 km về phía đông. Öndörkhaan có dân số gần 15.000 người và đóng vai trò là tỉnh lị của tỉnh Khentii.

## Lịch sử
Ngày 13 tháng 9 năm 1971, Lâm Bưu thiệt mạng khi chiếc máy bay Hawker Siddeley Trident mà ông đang ở trên đó đâm xuống Öndörkhaan.

## Địa lý
Öndörkhaan về mặt hành chính thuộc sum Kherlen và là nơi đông dân nhất trong toàn tỉnh Khentii.
Öndörkhaan có khí hậu bán khô hạn (theo Köppen BSk) với một mùa đông dài, khô và giá lạnh còn mùa hè thì ngắn và rất ấm áp. Öndörkhaan là thành phố lạnh thứ hai tại Mông Cổ. Thành phố tiếp giáp với sông Kherlen và nằm trên một vùng đất bằng phẳng trải dài. Vào mùa đông, khi dòng sông bị đóng băng và những luồn gió thổi từ những nơi lạnh hơn đến khiến nhiệt độ có thể xuống tới -40C.
| Dữ liệu khí hậu của Öndörkhaan           | Dữ liệu khí hậu của Öndörkhaan | Dữ liệu khí hậu của Öndörkhaan | Dữ liệu khí hậu của Öndörkhaan | Dữ liệu khí hậu của Öndörkhaan | Dữ liệu khí hậu của Öndörkhaan | Dữ liệu khí hậu của Öndörkhaan | Dữ liệu khí hậu của Öndörkhaan | Dữ liệu khí hậu của Öndörkhaan | Dữ liệu khí hậu của Öndörkhaan | Dữ liệu khí hậu của Öndörkhaan | Dữ liệu khí hậu của Öndörkhaan | Dữ liệu khí hậu của Öndörkhaan | Dữ liệu khí hậu của Öndörkhaan |
| Tháng                                    | 1                              | 2                              | 3                              | 4                              | 5                              | 6                              | 7                              | 8                              | 9                              | 10                             | 11                             | 12                             | Năm                            |
| ---------------------------------------- | ------------------------------ | ------------------------------ | ------------------------------ | ------------------------------ | ------------------------------ | ------------------------------ | ------------------------------ | ------------------------------ | ------------------------------ | ------------------------------ | ------------------------------ | ------------------------------ | ------------------------------ |
| Cao kỉ lục °C (°F)                       | 0.2 (32.4)                     | 7.2 (45.0)                     | 19.4 (66.9)                    | 27.1 (80.8)                    | 35.3 (95.5)                    | 38.5 (101.3)                   | 37.7 (99.9)                    | 36.6 (97.9)                    | 30.4 (86.7)                    | 31.7 (89.1)                    | 14.6 (58.3)                    | 7.5 (45.5)                     | 38.5 (101.3)                   |
| Trung bình ngày tối đa °C (°F)           | −15.0 (5.0)                    | −10.4 (13.3)                   | 0.2 (32.4)                     | 10.8 (51.4)                    | 19.2 (66.6)                    | 24.0 (75.2)                    | 25.4 (77.7)                    | 23.5 (74.3)                    | 17.7 (63.9)                    | 9.3 (48.7)                     | −3.9 (25.0)                    | −12.6 (9.3)                    | 7.4 (45.3)                     |
| Trung bình ngày °C (°F)                  | −22.4 (−8.3)                   | −19.2 (−2.6)                   | −8.9 (16.0)                    | 2.3 (36.1)                     | 10.6 (51.1)                    | 16.4 (61.5)                    | 18.5 (65.3)                    | 16.5 (61.7)                    | 9.4 (48.9)                     | 0.6 (33.1)                     | −11.6 (11.1)                   | −19.8 (−3.6)                   | −0.6 (30.9)                    |
| Tối thiểu trung bình ngày °C (°F)        | −27.9 (−18.2)                  | −26.9 (−16.4)                  | −16.6 (2.1)                    | −5.8 (21.6)                    | 2.2 (36.0)                     | 9.2 (48.6)                     | 12.0 (53.6)                    | 10.1 (50.2)                    | 2.8 (37.0)                     | −5.9 (21.4)                    | −17.7 (0.1)                    | −25.4 (−13.7)                  | −7.5 (18.5)                    |
| Thấp kỉ lục °C (°F)                      | −44.1 (−47.4)                  | −43.2 (−45.8)                  | −38.2 (−36.8)                  | −20.8 (−5.4)                   | −13.7 (7.3)                    | −3.0 (26.6)                    | 1.2 (34.2)                     | −1.9 (28.6)                    | −10.8 (12.6)                   | −24.1 (−11.4)                  | −35.3 (−31.5)                  | −42.9 (−45.2)                  | −44.1 (−47.4)                  |
| Lượng Giáng thủy trung bình mm (inches)  | 1.2 (0.05)                     | 2.6 (0.10)                     | 2.5 (0.10)                     | 7.9 (0.31)                     | 15.0 (0.59)                    | 42.2 (1.66)                    | 65.4 (2.57)                    | 49.4 (1.94)                    | 23.4 (0.92)                    | 8.2 (0.32)                     | 3.3 (0.13)                     | 2.4 (0.09)                     | 223.5 (8.80)                   |
| Số ngày giáng thủy trung bình (≥ 1.0 mm) | 0.5                            | 0.4                            | 0.8                            | 1.7                            | 2.7                            | 6.3                            | 10.1                           | 8.5                            | 4.1                            | 2.3                            | 1.1                            | 0.9                            | 39.4                           |
| Nguồn: NOAA                              |                                |                                |                                |                                |                                |                                |                                |                                |                                |                                |                                |                                |                                |

## Kinh tế
Khai thác than là một ngành kinh tế quan trọng của đô thị, mỏ than Chandgana Tal nằm cách Öndörkhaan 53 km về phía đông.
Có một kế hoạch Hệ thống và Tụ họp của Chương trình Phát triển Liên Hợp Quốc (UNDP) tại Öndörkhaan theo đó sẽ tăng cường liên kết kinh tế của các khu đô thị ven thị và nông thôn để giảm tỷ lệ thất nghiệp cao.

## Giao thông
Sân bay Öndörkhaan (UNR/ZMUH) có một đường băng chưa được trải nhựa và có các chuyến bay thường kỳ đến thủ đô Ulan Bator, trước khi một tuyến xa lộ được hoàn tất. Đô thị này là một trung tâm vận tải nối với Ulaanbaatar và Choibalsan.

## Thành phố kết nghĩa
- Khu Hailar, Trung Quốc.[2]